# Levend verlies
Levend verlies is een chronische vorm van rouw als reactie op het verlies van verwachtingen, identiteit of toekomstbeeld. Het komt hoofdzakelijk voor bij personen en naasten van personen met een handicap, verslaving, een chronische ziekte of psychische aandoening. Het onderscheidt zich van andere vormen van rouw door de chroniciteit van het verdriet.

## Definitie
In tegenstelling tot rouw na een overlijden richt levend verlies zich op gevoelens van verlies over iemand die nog leeft, of over een levensveranderende situatie die nog voortduurt. Volgens de Belgische klinisch-psycholoog Manu Keirse is levend verlies een verlies dat nooit overgaat, dat voortdurend voortschrijdt en te vergelijken is met een rouwproces. In tegenstelling tot rouw na een overlijden, waar de intensiteit van het verdriet in de loop van de tijd afneemt, kan bij levend verlies de intensiteit van het verdriet ook toenemen. Bij levend verlies worden de persoon en diens naasten telkens opnieuw geconfronteerd met beperkingen en moeten zij voortdurend hun toekomstbeeld bijstellen.
Levend verlies staat in het Engels bekend als chronic sorrow of living loss. De term chronic sorrow werd in 1962 bedacht door Simon Olshansky die onderzoek deed naar de gevoelens van ouders van kinderen met een handicap. In 1998 werd de Theory of chronic sorrow ontwikkeld door Georgene Gaskill Eakes, Mary Lermann Burke and Margaret A. Hainsworth. Zij omschreven het als: "de aanwezigheid van doordringende gevoelens die verband houden met verdriet waarvan is vastgesteld dat ze periodiek voorkomen gedurende het leven van personen met chronische gezondheidsproblemen, hun mantelzorgers en de nabestaanden." De theorie stelt dat levend verlies een normale reactie is op een verlieservaring en ondersteuning geboden kan worden door het inzetten van positieve coping-strategieën. De Nederlandse term 'levend verlies' werd in 2017 bedacht door Manu Keirse.
Levend verlies is geen diagnose en moet niet verward worden met een persisterende rouwstoornis (Prolonged grief disorder) die opgenomen is in de DSM-5, aangezien deze verwijst naar een vorm van complexe rouw die voorkomt na een overlijden.